# István Kiss (Zehnkämpfer)
István Kiss (* 12. Mai 1924; † Oktober 2011) war ein ungarischer Zehnkämpfer.
Bei den Leichtathletik-Europameisterschaften 1946 in Oslo wurde er Achter.
1944, 1947 und 1948 (mit seiner persönlichen Bestleistung von 6777 Punkten) wurde er Ungarischer Meister.